# En la madrugada se fue
En la madrugada se fue es un título de álbum de estudio grabado por la banda mexicana Los Temerarios, Fue lanzado al mercado por la empresa discográfica Fonovisa Records el 29 de febrero de 2000. Fue ganador del Premio Grammy Latino a la Mejor Interpretación Grupera en la 1°. edición anual de los Premios Grammy Latinos celebrada el miércoles 13 de septiembre de 2000. y se convirtió el primer álbum de la banda en alcanzar el puesto número uno de la lista Top Latin Albums de Billboard. También recibió una certificación de doble platino en México por superar las 500 mil unidades vendidas.

## Lista de canciones
- Todas las canciones escritas y compuestas por Adolfo Ángel Alba, excepto donde se indique

| En la madrugada se fue |                                           |                    |          |  |
| N.º                    | Título                                    | Escritor(es)       | Duración |  |
| 1.                     | «Te hice mal»                             | Adolfo Ángel Alba  | 4:40     |  |
| 2.                     | «Dicen que la distancia»                  | Adolfo Ángel Alba  | 4:17     |  |
| 3.                     | «Eras todo para mí»                       | Adolfo Ángel Alba  | 4:49     |  |
| 4.                     | «Adiós te extrañare (versión mariachi)»   | Adolfo Ángel Alba  | 4:56     |  |
| 5.                     | «En la madrugada se fue»                  | Adolfo Ángel Alba  | 3:47     |  |
| 6.                     | «Adiós te extrañaré» (Versión demo)       | Adolfo Ángel Alba  | 5:37     |  |
| 7.                     | «He intentado tanto, tanto»               | Gustavo Ángel Alba | 3:48     |  |
| 8.                     | «Quise olvidarme de ti»                   | Adolfo Ángel Alba  | 3:54     |  |
| 9.                     | «No es tan fácil olvidarme»               | Adolfo Ángel Alba  | 4:42     |  |
| 10.                    | «Sufriendo penas»                         | Adolfo Ángel Alba  | 4:17     |  |
| 11.                    | «Me extrañarás»                           | Adolfo Ángel Alba  | 4:40     |  |
| 12.                    | «Adiós te extrañaré» (versión balada pop) | Adolfo Ángel Alba  | 5:12     |  |
| 13.                    | «Te hice mal» (Versión demo)              | Gustavo Ángel Alba | 6:50     |  |

## Créditos y personal
| - Carlos Abrego — Percusión - Adolfo Ángel Alba — Arreglo bajos, compositor, teclados, coordinador de música, canto - Gustavo Ángel Alba — Voz líder y Guitarra - Fernando Ángel Gonzalez — Bajo - Mayra Angelica Alba — Coordinador de producción - Guadalupe Alfaro — Bajo - Guillermo Anaya — Fotografía - Sergio Aranda — Canto (background) - Eduardo Arias — Estilista - Bernardino De Santiago — Bajo - Fernando de Santiago — Bajo | - Jorge Escobar — Arreglo - Bernie Grundman — Masterización - Harry King — Bajo - Gabriel Martínez — Mezcla - Joel Numa — Mezcla - Homero Patrón — Arreglo, cuerda - Adriana Rebold — Director artístico, diseñador gráfico - Luis Vega — Mezcla - Karlo Vidal — Batería - Santiago Yturria — Fotografía, director vocal |

## Posicionamiento en las listas
| Listas (2000)                          | Máxima posición |
| -------------------------------------- | --------------- |
| U.S. Billboard 200                     | 75              |
| U.S. Billboard Top Latin Albums        | 1               |
| U.S. Billboard Regional/Mexican Albums | 1               |

### Sucesión y posicionamiento
| Predecesor: Desde un principio: From the Beginning de Marc Anthony | U.S. Billboard Top Latin Albums — Álbum N°. 1 18 de marzo de 2000 - 7 de abril de 2000 | Sucesor: MTV Unplugged de Shakira |

| Predecesor: Morir de amor de Conjunto Primavera | U.S. Billboard Regional/Mexican Albums — Álbum N°. 1 18 de marzo de 2000 - 14 de abril de 2000 | Sucesor: All My Hits Vol. 2 de Selena |

## Certificaciones
| País           | Organismo certificador | Certificación | Simbolización | Fecha de certificación | Ref.  |
| -------------- | ---------------------- | ------------- | ------------- | ---------------------- | ----- |
| Estados Unidos | RIAA                   | Oro           |               | 3de abril de 2000      | [ 3 ] |
| Estados Unidos | RIAA                   | Platino       |               | 14 de junio de 2004    | [ 3 ] |
| México         | AMPROFON               | Doble Platino |               | -                      | [ 4 ] |